# 泰阜村

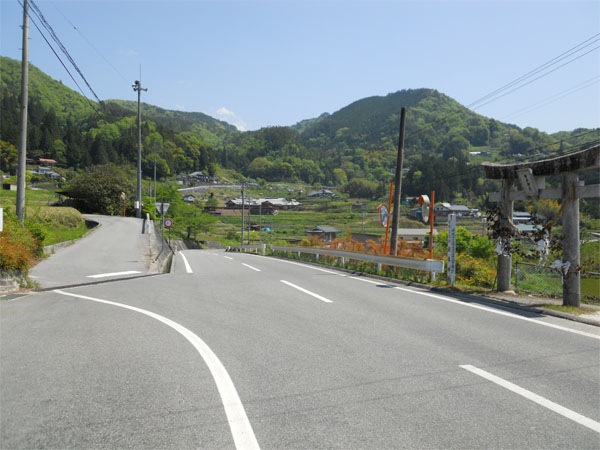
泰阜村田本地区

飯田線温田駅前

泰阜村総合体育館

泰阜村（やすおかむら）は、長野県下伊那郡の南部に位置する村。村名は漢詩の「泰山丘阜」に由来する。

## 地理
- 村北部に天竜川が流れ、川に沿って飯田線が走る。

### 隣接している自治体
- 飯田市
- 下伊那郡下條村
- 下伊那郡阿南町
- 下伊那郡天龍村

## 歴史
- 室町時代には知久氏の領地だった。
- 1555年に武田信玄が知久氏を滅ぼし、前澤若狭守の領地となった。
- 1869年（明治2年）2月 - 伊那県に編入する。[2]
- 1871年（明治4年）6月 - 戸籍法が公布され、伊那県戸籍区の第十一区（金野村、平島田村、唐笠村、門島村、黒見村、万場村、平野村、明島村、田ノ口村及び柿野村）、第十三区（左京村、鍬不取村、打澤村、高町村、稲伏戸村、怒田村及び南山村）が設置された。戸籍区の発足によって従来の名主、庄屋及び年寄制は廃止され、戸長・副戸長制となる。
- 1872年（明治5年）4月 - 筑摩県第一六五区（左京村外七ヵ村）及び第一六六区（平島田村外九ヵ村）を設置する。
- 1873年（明治6年）3月 - 筑摩県第一六五区、第一六六区、第一六七区、第一六八区、第一七〇区、第一七一区及び第一七二区が第二十二大区に編入する。第一六五区を第一小区に、第一六六区を第二小区となる。
- 1875年（明治8年）1月23日 - 伊那郡南山村、唐笠村、金野村、怒田村、左京村、平島田村、鍬不取村、平野村、田野口村、柿野村、明島村、門島村、打沢村、黒見村、高町村、稲伏戸村及び万場村が合併して、泰阜村が発足する。
- 1876年（明治9年）8月21日 - 長野県の所属となる。
- 1879年（明治12年）1月4日 - 郡区町村編制法の施行により、下伊那郡の所属となる。
- 1889年（明治22年）4月1日 - 町村制の施行により、泰阜村の区域をもって、泰阜村が発足する。
- 1939年（昭和14年） - 満蒙開拓移民の分村が現地に発足する。

## 歴代村長
| 代 | 氏名                                  | 選任年月日    | 退任年月日 |
| -- | ------------------------------------- | ------------- | ---------- |
| 1  | 萬場芳衛 金野年穂 斯波甚三郎 吉沢藤蔵 | 1875年1月     | 1875年10月 |
| 2  | 金野年穂                              | 1875年10月4日 |            |
|    | これより公選となる                    |               |            |
| 3  | 吉沢藤蔵                              | 1879年7月1日  | 1879年12月 |
| 4  | 萬場芳衛                              | 1880年1月     | 1883年3月  |
| 5  | 吉沢藤蔵                              | 1883年3月     | 1883年12月 |
| 6  | 島岡米太郎                            | 1884年1月     | 1885年3月  |
|    | これより官選となる                    |               |            |
| 7  | 山口機三                              | 1885年3月     | 1886年3月  |
| 8  | 大河内弥三郎                          | 1886年3月     | 1887年1月  |
| 9  | 飯富安忠                              | 1887年1月     | 1888年2月  |
| 10 | 田中正巳                              | 1888年2月     | 1888年3月  |
| 11 | 熊谷正雄                              | 1888年3月     | 1889年5月  |

| 代 | 氏名               | 選任年月日     | 退任年月日     |
| -- | ------------------ | -------------- | -------------- |
| 1  | 金野年穂           | 1889年5月9日   | 1891年3月23日  |
| 2  | 吉沢亀弥           | 1891年3月27日  | 1895年4月7日   |
| 3  | 林正雄             | 1895年4月28日  | 1897年4月14日  |
| 4  | 殿村一二三         | 1897年4月21日  | 1898年3月1日   |
| 5  | 松下才治郎         | 1898年3月15日  | 1899年2月24日  |
| 6  | 宮沢槇蔵           | 1899年3月2日   | 1899年10月4日  |
| 7  | 牧島多紋           | 1899年12月17日 | 1901年3月11日  |
| 8  | 倉沢勇一郎         | 1901年3月14日  | 1902年3月15日  |
| 9  | 金野籌八           | 1902年8月28日  | 1903年12月28日 |
| 10 | 吉沢亀弥           | 1904年1月9日   | 1904年9月25日  |
| 11 | 牧島多紋           | 1904年9月29日  | 1908年9月25日  |
| 12 | 篠田庄三郎         | 1908年9月25日  | 1910年10月28日 |
| 13 | 吉沢亀弥           | 1910年11月15日 | 1911年9月3日   |
| 14 | 吉沢亀弥           | 1912年1月6日   | 1914年2月28日  |
| 15 | 篠田茂八           | 1914年5月29日  | 1915年2月20日  |
| 16 | 吉沢亀弥           | 1915年4月8日   | 1919年4月11日  |
| 17 | 吉沢亀弥           | 1919年5月20日  | 1920年9月30日  |
| 18 | 牧島清次郎         | 1921年3月15日  | 1923年5月12日  |
| 19 | 中島利一           | 1922年5月23日  | 1923年5月12日  |
| 20 | 吉沢亀弥           | 1923年5月12日  | 1926年3月1日   |
| 21 | 岡田秀治           | 1926年3月22日  | 1929年9月15日  |
| 22 | 吉沢亀弥           | 1929年7月3日   | 1930年4月23日  |
| 23 | 清水祐甫           | 1930年4月25日  | 1931年9月15日  |
| 24 | 土岐米造           | 1931年9月15日  | 1932年11月26日 |
| 25 | 秦貞三             | 1933年4月10日  | 1937年4月10日  |
| 26 | 土岐米造           | 1937年4月16日  | 1938年7月12日  |
| 27 | 杉山直樹           | 1938年9月17日  | 1942年9月21日  |
| 28 | 吉沢新助           | 1942年11月20日 | 1946年11月19日 |
|    | これより公選となる |                |                |
| 29 | 秦貞三             | 1947年4月23日  | 1951年4月      |
| 30 | 秦貞三             | 1951年4月23日  | 1955年4月30日  |
| 31 | 松下利雄           | 1955年4月30日  | 1959年4月      |
| 32 | 松下利雄           | 1959年4月30日  | 1963年4月      |
| 33 | 松下利雄           | 1963年4月30日  | 1967年4月      |
| 34 | 松下利雄           | 1967年4月28日  | 1971年4月      |
| 35 | 松下利雄           | 1971年4月25日  | 1975年4月      |
| 36 | 松下利雄           | 1975年4月      | 1978年4月      |
| 37 | 脇坂甚三郎         | 1978年8月13日  | 1982年8月12日  |
| 38 | 宮下明男           | 1982年8月13日  | 1986年8月12日  |
| 39 | 宮下明男           | 1986年8月13日  | 1990年8月12日  |
| 40 | 宮下明男           | 1990年8月13日  | 1994年8月12日  |
| 41 | 松島貞治           | 1994年8月13日  | 1998年         |
| 42 | 松島貞治           | 1998年         | 2002年         |
| 43 | 松島貞治           | 2002年         | 2006年         |
| 44 | 松島貞治           | 2006年         | 2010年         |
| 45 | 松島貞治           | 2010年         | 2014年         |
| 46 | 松島貞治           | 2014年         | 2018年8月12日  |
| 47 | 横前明             | 2018年8月13日  | 現職           |

## 行政
- 村長　横前明（2018年8月13日就任、2期目[6]）

阿南警察署

- 阿南警察署

## 人口
| |                                        |  |
| 泰阜村と全国の年齢別人口分布（2005年） | 泰阜村の年齢・男女別人口分布（2005年） |  |
| ■紫色 ― 泰阜村 ■緑色 ― 日本全国 | ■青色 ― 男性 ■赤色 ― 女性              |  |
| 泰阜村（に相当する地域）の人口の推移 \| 1970年（昭和45年） \| 3,189人 \| \| \| 1975年（昭和50年） \| 2,824人 \| \| \| 1980年（昭和55年） \| 2,613人 \| \| \| 1985年（昭和60年） \| 2,461人 \| \| \| 1990年（平成2年） \| 2,386人 \| \| \| 1995年（平成7年） \| 2,270人 \| \| \| 2000年（平成12年） \| 2,237人 \| \| \| 2005年（平成17年） \| 2,062人 \| \| \| 2010年（平成22年） \| 1,910人 \| \| \| 2015年（平成27年） \| 1,702人 \| \| \| 2020年（令和2年） \| 1,542人 \| \| |                                        |  |
| 総務省統計局 国勢調査より |                                        |  |
| 1970年（昭和45年） | 3,189人                                |  |
| 1975年（昭和50年） | 2,824人                                |  |
| 1980年（昭和55年） | 2,613人                                |  |
| 1985年（昭和60年） | 2,461人                                |  |
| 1990年（平成2年） | 2,386人                                |  |
| 1995年（平成7年） | 2,270人                                |  |
| 2000年（平成12年） | 2,237人                                |  |
| 2005年（平成17年） | 2,062人                                |  |
| 2010年（平成22年） | 1,910人                                |  |
| 2015年（平成27年） | 1,702人                                |  |
| 2020年（令和2年） | 1,542人                                |  |

## 交通

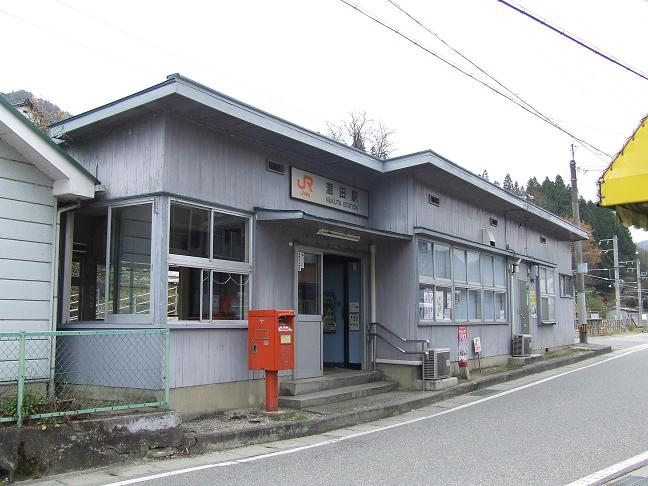
温田駅

### 鉄道
- 東海旅客鉄道（JR東海）
  - 飯田線
    - 唐笠駅 - 門島駅 - 田本駅 - 温田駅

村役場は門島駅が最寄りであるが、距離がある。特急「伊那路」は村の南部にある温田駅に停車する。

### 路線バス
- 南部公共バス - 南信州広域連合・南信州地域交通問題協議会が主体となり大新東に委託。平日のみ運行（土日祝日運休）。温田駅と飯田市を阿南町・下條村経由で結ぶ阿南線、温田駅と売木村を阿南町経由で結ぶ温田線の2路線がある。いずれも泰阜村内では温田駅とその周辺部しか経由しない。
  - 飯田病院前 - 飯田駅前 - 川路駅 - 学校前 - 車庫前 - 温田駅前
  - こまどりの湯 - 売木 - 新野支所前 - 車庫前 - 温田駅前
- 福祉バス - 平日のみ運行。曜日により時刻・運行経路が異なる。

泰阜村内を運行する泰阜線が2018年3月限りで廃止されたため、村役場とその周辺の地域へは公共交通を利用してアクセスすることができない。

### 道路
- 村域を通過する国道はなく、通過する主要地方道と村道のみが存在する。
- 村内に信号機は1台も設置されていない。
- 県道
  - 長野県道・愛知県道・静岡県道1号飯田富山佐久間線
  - 長野県道64号天竜公園阿智線
  - 長野県道83号下条米川飯田線

### ナンバープレート
南信州ナンバー
2025年5月7日以降、飯田市、下伊那郡各町村とともに、ご当地ナンバーである南信州ナンバーが割り当てられている。

## 学校
- 全て村立。
  - 泰阜小学校
  - 泰阜中学校

2010年度までは南北に小学校が1つずつ存在したが、2011年4月に南北が統合し、泰阜小学校となった。現在は泰阜中学校と同敷地内に小学校が設立されている。
村内に高等学校はない。近くの高等学校は長野県阿南高等学校、長野県阿智高等学校など。村内を飯田線が通っているため、飯田市内の高等学校へも他の村に比べて通学しやすい。しかし、駅までの距離が遠い子供も多いため、保護者による送迎や、飯田市への転出をする人も少なくない。

## 文化
- 榑木踊り - 慶長年間より行われている年貢完納を祝う祭礼踊り。「下伊那のかけ踊」の名称で国の選択無形民俗文化財となっている。[7][8][9]

## 寺院
- 福壽院

## マスメディア

### テレビ局
ケーブルテレビ局
- 泰阜村コミュニケーションネットワーク

## 備考
- 2003年（平成15年）9月26日に、当時の長野県知事である田中康夫（元新党日本衆議院議員）が住民登録をしたことで、全国的に知られるようになった（その後、田中康夫は2004年（平成16年）12月2日 に北佐久郡軽井沢町へ住民票を移転している）
- 2013年4月から活動開始した当村の地域おこし協力隊の手によって立ち上がった「けもかわプロジェクト」のマスコットキャラクター”けもかわくん”が、当村などを対象に路線運行している南部公共バスの路線図に於いて、当村のシンボルキャラクターとして使用されている[10][11][12][13]。

## 泰阜村出身の有名人
- 倉沢興世（彫刻家）
- 金田千鶴（アララギ派の歌人）
- 萩本博市（多摩川精機創業者）
- 宮島喜文（財務大臣政務官、日本臨床衛生検査技師会会長、参議院議員）